# Chiesa di San Pietro (Lizzano in Belvedere)
La chiesa di San Pietro è la parrocchiale di Vidiciatico, frazione di Lizzano in Belvedere nella città metropolitana di Bologna. Appartiene al vicariato dell'Alta Valle del Reno dell'arcidiocesi di Bologna e risale al XIV secolo.

## Storia

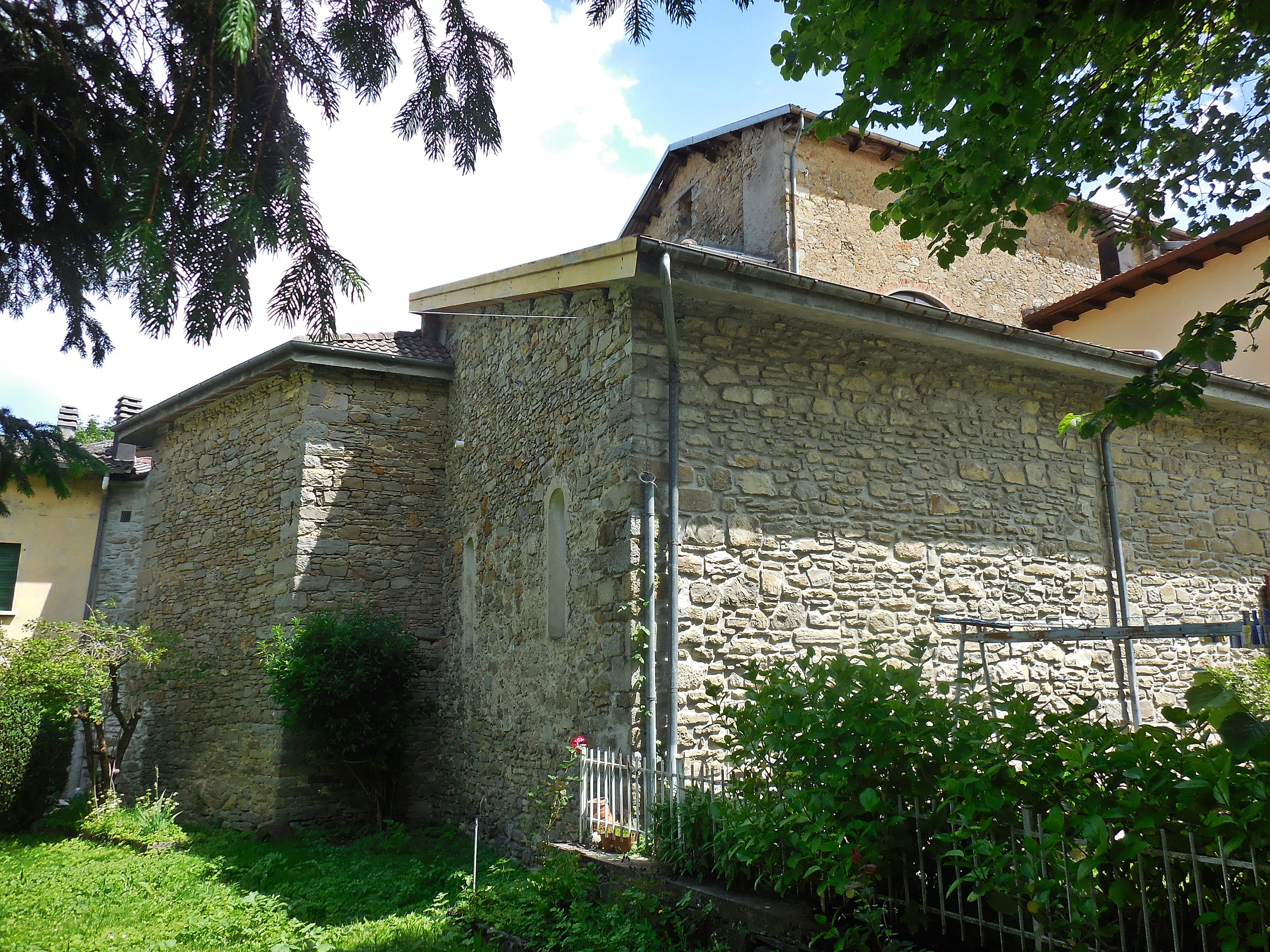
Esterno della chiesa nella sua parte absidale.

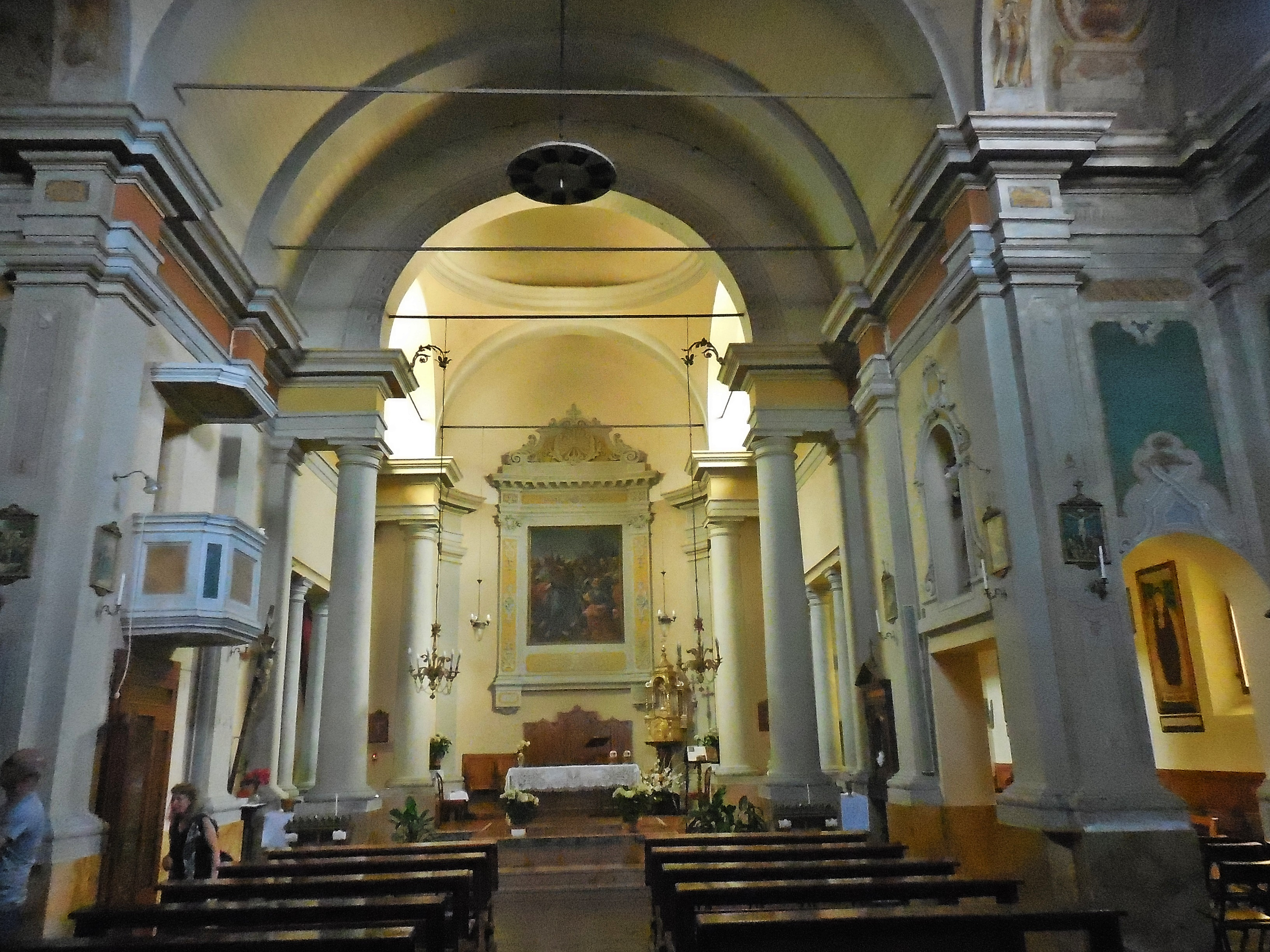
Interno della sala.

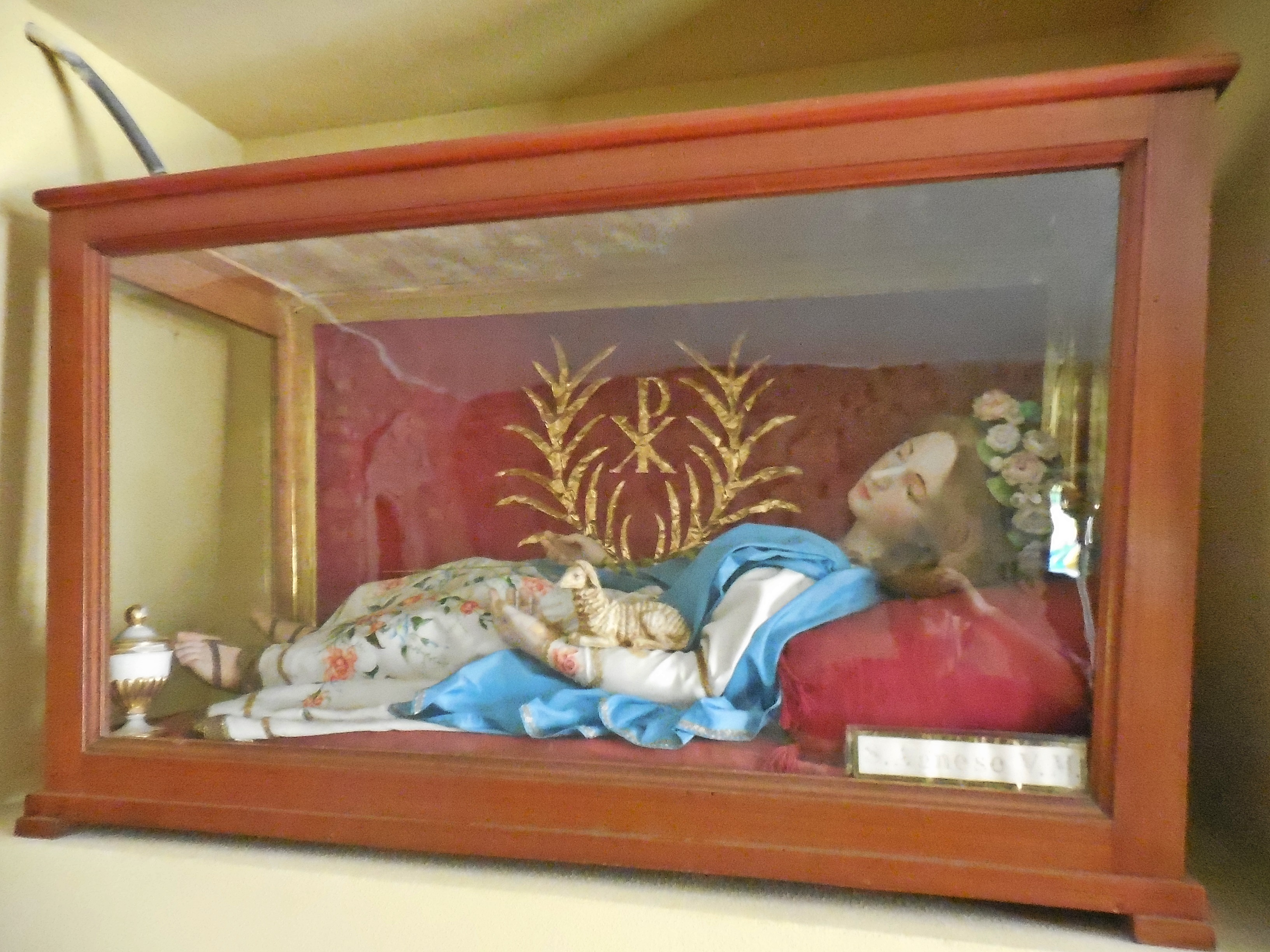
Reliquiario di Sant'Agnese.

Il primo luogo di culto a Vidiciatico, con dedicazione a a San Pietro, fu edificato alla fine del XIV secolo. Si può ancora leggere l'anno 1393 inciso su una bifora che anticamente corrispondeva, secondo tradizione locale, alla parte absidale della piccola chiesa primitiva.
Il nuovo edificio, che ci è pervenuto, fu costruito per rispondere alle necessità della popolazione di maggiori domensioni tra il 1882 e il 1884.
Durante gli anni novanta del XX secolo fu realizzato il necessario adeguamento liturgico al presbiterio e durante tali interventi si procedette con un restauro generale e con la ritinteggiatura di parte degli interni.

## Descrizione

### Esterni
Il prospetto principale si affaccia nella piazza centrale dell'abitato di Vidiciatico. La facciata a capanna è neoclassica, suddivisa in due ordini sormontati dal frontone triangolare. Nell'ordine inferiore si trova il portale architravato e in quello superiore la grande lunetta che porta luce alla sala. Sulle lapidi esterne ai lati del portale sono riportati i nomi dei caduti e dei dispersi della prima guerra mondiale, a sinistra, e della seconda guerra mondiale, a destra. 

### Interni
La navata interna è unica ma ampia, suddivisa in tre campate. Le volte sono a botte e la parte presbiteriale è leggermente rialzata.
Di particolare interesse sono gli altari laterali e l'importante reliquiario che conserva il corpo di sant'Agnese.